# ترافيس هانسن
ترافيس هانسن (بالإنجليزية: Travis Hansen)‏ لاعب كرة سلة أمريكي ولد في (15 أبريل 1978) بعد تخرجه من ثانوية ماونتن فيو، لعب هانسن مع فريق جامعته لكرة السلة وبالقرب من مسقط رأسه في وادي يوتا، بعد عامين هانسن لعب في جامعة بريجهام يونغ لكرة السلة وكان من أفضل اللاعبين في ذلك الوقت لما يملك من دقة في تسديداته.
في عام 2003 انتقل إلى اتلانتا هوكس، بعدها انتقل للعب في إسبانيا وبالتحديد في فريق تاو سيراميكا والذي فاز بكأس السوبر عام 2005 وعام 2006 لبطولة كوبا ديل ري، قضى موسمين في إسبانيا توجه إلى دينامو موسكو الروسي، الذي لعب في صفوفه خلال المواسم الثلاثة الماضية.. في نهائي الموسم الماضي وقبل الانتقال إلى ريال مدريد قدم مستوى جداً ممتاز في الدوري الاوربي وكان هداف الفريق.

## الحياة المهنية
ثانوية ماونتن فيو
1996/97 : جامعة وادي يوتا
2000-2003 : جامعة بريجهام يونغ
2003/04 : اتلانتا هوكس
2004-2006 : تاو سيراميكا
2006-2009 : دينامو موسكو

## الجوائز
كأس السوبر للدوري الإسباني : 2005
كوبا ديل ري : 2006
أفضل لاعب جديد في الدوري الروسي 07
أفضل لاعب في ادوري الروسي 08

## روابط خارجية
- ترافيس هانسن على موقع الدوري الأوروبي لكرة السلة (الإنجليزية)
- ترافيس هانسن على موقع إن بي أي (الإنجليزية)
- ترافيس هانسن على موقع سبورتس رفرنس (الإنجليزية)
- ترافيس هانسن على موقع الدوري الإسباني لكرة السلة (الإسبانية)
- ترافيس هانسن على موقع كرة السلة الأوروبية.كوم (الإنجليزية)
- ترافيس هانسن على موقع كلية كرة السلة في سبورتس رفرنس.كوم (الإنجليزية)
- ترافيس هانسن على موقع ريلجم (الإنجليزية)
- ترافيس هانسن على موقع بروبوليرز (الإنجليزية)
- ترافيس هانسن على موقع سبورتس رفرنس (الإنجليزية)